# Arctocephalus australis
El lobo marino de dos pelos (Arctocephalus australis), también llamado: lobo de dos pelos, lobo fino, y oso marino. Es una especie de mamífero pinnípedo de la familia de los otáridos propia de Sudamérica.

## Etimología y sinonimia
Arctocephalus australis es conocido con diferentes nombres, incluyendo:
- Lobo fino sudamericano, lobo fino austral, lobo marino peletero: obviamente "fino" y "peletero" aluden a la calidad de la piel del animal, muy apreciada en épocas en que su captura estaba generalizada.
- Lobo marino de dos pelos, otaria de dos pelos: también por la característica de su piel, que presenta dos "capas" o niveles de pelambre superpuestas, de distinto color.
- Oso marino: posiblemente menos común, pero en coherencia con el nombre científico.

## Taxonomía y distribución
Subespecies
Esta especie está integrada por dos subespecies, una de ellas innominada:
- Arctocephalus australis australis - El lobo marino de dos pelos. Habita en islas y costas desde el sur de Chile, las islas Malvinas y la Argentina continental, hasta el Uruguay y el sur del Brasil.
- Arctocephalus australis ssp. - El lobo fino peruano, cochapuma, o lobo marino peruano. Habita en islas y costas del norte de Chile y Perú, siendo vagante en Ecuador y el sudoeste de Colombia.

Historia taxonómica
Tanto Arctocephalus forsteri como esta especie durante mucho tiempo fueron consideradas buenas especies, e integrantes del género Arctophoca pero, en el año 2012, un estudio de las especies de todo el grupo demostró que era correcto separar a varios de los taxones que integraban ese género en otro: Arctocephalus, y que tanto el taxón sudamericano como el taxón de Oceanía eran solo subespecies de una misma especie, por lo que quedaron agrupados en la especie Arctophoca australis. Un año después, el taxón de Nueva Zelanda fue rehabilitado como especie plena nuevamente.

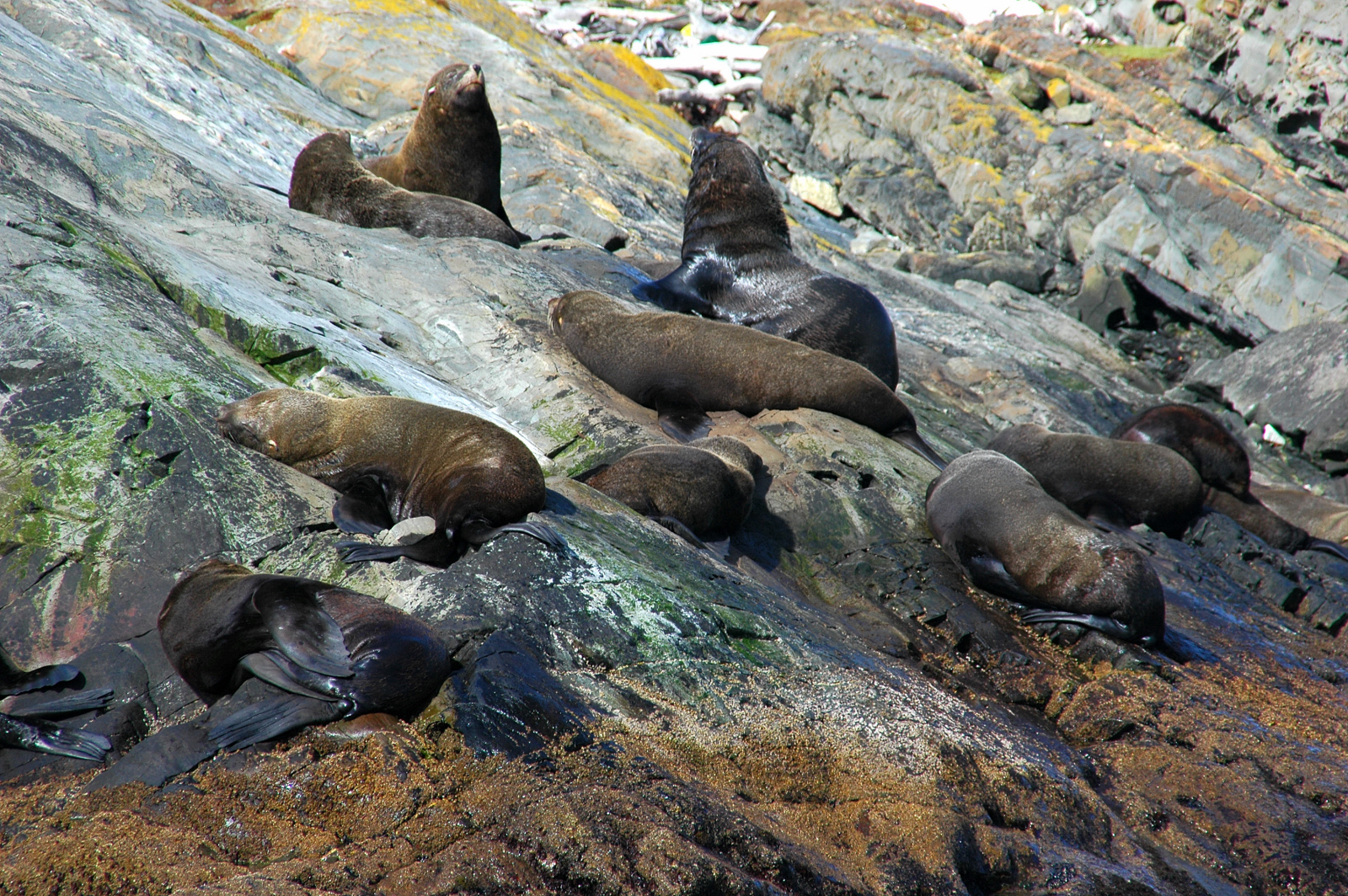
Lobos de dos pelos en el canal Beagle, frente a Ushuaia.

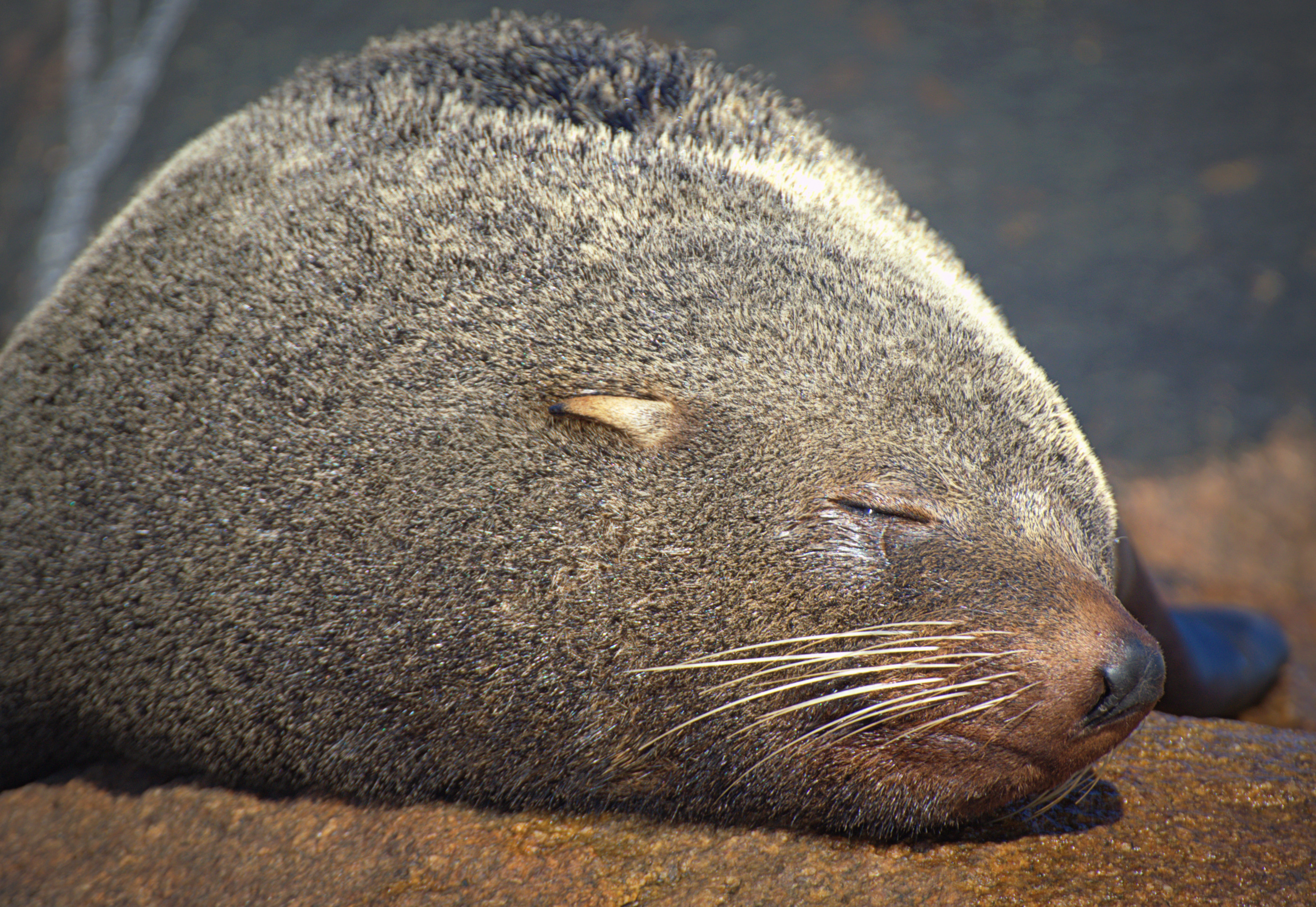
Lobo de dos pelos en Cabo Polonio, Rocha, Uruguay.

## Morfología
Es un animal con importante dimorfismo sexual: mientras que los machos alcanzan 2 m de longitud y hasta 200 kg de peso, las hembras pueden llegar a medir a lo sumo 1,50 m y pesar no más de 60 kg. 
El color predominante de la piel es gris perla, presentando los machos pelos más largos en la parte posterior de cuello y cabeza, formando una especie de "cresta", aunque no llega a ser la melena del lobo marino de un pelo. Las hembras pueden presentar coloraciones de gris rojizo en el abdomen.  
Esta subfamilia se distingue por presentar en su piel dos tipos o capas de pelos: una interior constituida por pelos finos y cortos, distribuidos en forma compacta, de tacto suave; y una externa, de pelos gruesos, cerdosos, largos y bicolores.